# Li Jinhui
Li Jinhui (黎錦暉, 5 septembre 1891 – 15 février 1967) est un compositeur chinois considéré comme le « Père de la musique populaire chinoise, ». Il est le créateur du nouveau style musical Shidaiqu. Bien que sa musique soit extrêmement populaire, le Kuomintang nationaliste tenta de la faire interdire. Les critiques l'accusent de faire de la « musique jaune (en) », une forme de pornographie, en raison de ses références sexuelles, et il est accusé de « corrompre » la morale publique. Ce genre de musique populaire est interdite en Chine après la prise du pays par les communistes en 1949, et Li est persécuté jusqu'à la mort, victime d'un harcèlement politique en 1967 durant la révolution culturelle.

## Biographie
Li Jinhui grandit en étudiant les classiques confucéens et est scolarisé dans des écoles progressistes à Shaoshan et Xiangtan. Il a huit frères, dont Li Jinxi (en), un important linguiste et professeur,. L'un des premiers instruments que Li apprend est le guqin.
Pendant son adolescence, il s'intéresse à la musique folklorique chinoise qu'il incorporera plus tard dans son nouveau style musical révolutionnaire. Au lycée de Changsha, le talent musical de Li se révèle et le garçon est musicien, chef de chorale, enseigne la musique avant la fin de sa scolarité en 1911.

### Carrière
Après une brève période à Pékin où il travaille comme secrétaire de la nouvelle assemblée nationale de 1911 à 1914, Li retourne au Hunan pour diriger des chorales d'écoliers. Sa carrière musicale commence dramatiquement. Il écrit plusieurs chansons satiriques pour un journal de Changsha, mais l'une d'elles met un seigneur de guerre local en colère et Li se fait battre pour cela.
Li décide en 1916 de revenir à Pékin, où il participe au mouvement pour la nouvelle culture centré autour de l'université de Pékin. Il s'implique dans le mouvement du 4-Mai 1919. Toujours à Pékin, Li dévoue son temps à deux de ses passions : la pédagogie du langage et de la musique folklorique. Chinois mandarin et professeur de musique, Li passe son temps à écrire des manuels scolaires sur l'enseignement des langues et étudie beaucoup de genres musicaux. Il est inspiré par l'opéra chinois local et les tambours de fleurs de Huagu, qui sont utilisés pendant les monologues au théâtre. Ses premières inspirations de musiques populaires chinoises sont probablement issues de ces formes.
En tant que chef d'une division de l'institut pour la promotion et la pratique de la musique de l'université de Pékin, spécialisé dans la musique du Hunan, Li commence à adapter, transcrire, et jouer des chansons folkloriques régionales pour toucher les gens du commun. Ses efforts sont cependant vains car il ignore totalement la musique romantique européenne alors en vogue à l'époque ou les formes musicales traditionnelles comme l'opéra kungqu. Li se concentre au contraire sur les chansons folkloriques qui sont considérées comme « vulgaires » et communes.
En 1920, Li fonde la troupe de la Lune brillante (en), un nom dérivé de la rhétorique du mouvement pour la nouvelle culture. Li explique que le but de ses recherches musicales est de « hisser la bannière d'une musique pour les gens du commun, comme la lune qui brille dans le ciel, éclairant toute la terre pour la joie de tout le monde » La même année, Li devient également l'éditeur de l'Hebdomadaire des gens du commun, et l'année suivante, il devient éditeur au bureau des livres de Chine, puis principal de l'institut des langues nationales de Shanghai.
En 1922, Li commence à éditer la revue pour enfants « Petit ami », qui devient très vite le périodique le plus vendu de Chine. Li promeut à l'intérieur ses opinions anti-féodalistes, l'usage national du mandarin, les valeurs familiales, le partage, l'harmonie avec la nature, et la bonne citoyenneté à travers des chansons enfantines et des opéras pour enfants. Les chansons sont dépouillées de leurs paroles d'origine, ne laissant que la mélodie, écrites en notation simplifiée, et l'on rajoute des airs de guitares, violons et pianos.

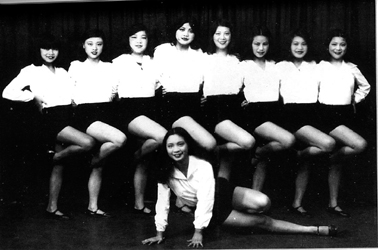
La, avec Wang Renmei au premier rang.

Malgré le travail éducatif et bienveillant de Li et son immense popularité, il rencontre la désapprobation de certains critiques. Cela peut être dû à la manière dont les chansons sont jouées. En 1923, Li casse un tabou en autorisant des femmes à jouer sur scène quand il recrute des jeunes filles pour chanter et danser dans ses productions musicales scolaires, comme Le Moineau et l'enfant et Le Petit peintre. Sa décision d'autoriser sa propre fille, Li Minghui, à jouer est encore plus polémique. Elle devient une chanteuse très populaire, mais est durement critiquée pour ses apparitions publiques « tapageuses et scandaleuses  » en raison de la méfiance traditionnelle pour les artistes. En 1927, Li fonde une école de danse et une troupe de musique.
Bien que Li soit forcé de dissoudre la troupe de la Lune brillante en raison des pressions exercées par le Kuomintang et des difficultés financières, il fonde une école de beauté pour filles en 1928 et continue de travailler avec un groupe d'élèves. Après une tournée ruineuse, Li sort l'album populaire Chansons d'amour familiales puis Chansons patriotiques en 1932. Encouragé par le succès de son premier album, il reforme la troupe de la Lune brillante en 1929 et effectue une tournée dans toute la Chine. Celle-ci est notamment victime de pressions politiques de l'armée nationale révolutionnaire à la suite de l'expédition du Nord. Arrivé à Singapour, sa « période de composition » commence. Son style est maintenant influencé par la musique occidentale et donne à la musique chinoise une nouvelle direction. Les chansons de cette période sont classées dans le style shidaiqu.
Ses chansons sont diffusées sur les radios, comme son jazz de Li pour lequel il reçoit les violentes critiques de faire de la « musique jaune (en) (ou pornographique) ». Un chroniqueur de 1934 dit de Li qu'il est « vulgaire et dépravé, bien au-delà de tous espoirs de rédemption... [Mais] est plus populaire que jamais ». Il est grandement influencé par le musicien de jazz américain Buck Clayton qui travaille avec Li pendant deux ans. Clayton joue un rôle important dans la mise en forme des enregistrements musicaux de Li. Le jazz révolutionnaire de Li en vient à dominer la vie nocturne dans les cabarets, les cafés et les clubs en Asie du Sud-Est. Li lui-même dirige le premier groupe de jazz totalement chinois, qui joue dans les clubs haut de gamme de Shanghai. Les chansons de Li sont souvent jouées par des troupes différentes composées de chanteuses femmes et de musiciens hommes, dont beaucoup sont des anciens membres de groupes de Li. Parmi les vedettes qui deviennent célèbres grâce à Li se trouvent Wang Renmei, Nie Er, et Zhou Xuan. Celle-ci devint plus tard l'une des « sept grandes étoiles de la chanson (en) » de la République de Chine.
En 1931, la troupe de Li intègre la société cinématographique Lianhua et Li commence à travailler sur la musique de films comme Romance dans la salle de danse, l'un des premiers films musicaux parlants de Chine. La musique de Li commence à être associée à l'image des vedettes féminines, et l'obsession pour la célébrité et le mercantilisme. En 1934, les mouvements musicaux et cinématographiques commencent à progresser sans lui. En 1949, il est compositeur pour le studio d'animation de Shanghai. Il continue à composer de la musique toute sa vie, même quand il devra payer chèrement sa célébrité. Accusé d'être l'un des créateurs de la « musique jaune (en) » par le Parti communiste chinois, il est victime d'une persécution politique durant la révolution culturelle.

## Vie privée
En 1930, Li épouse l'actrice Xu Lai, membre de la troupe de la Lune brillante, qui donne naissance à une fille nommée Xiaofeng. En 1933, Xu Lai devient une vedette de cinéma avec la société cinématographique Mingxing. Leur mariage s'effondre après la mort brutale de leur fille en 1935, et ils divorcent en novembre de la même année. Li est dévasté par la perte de sa fille et de sa femme. C'est un divorce houleux durant lequel il réclame le remboursement de l'argent qu'il a avancé pour la formation d'actrice de Xu Lai. Xu se remarie plus tard avec le général du Kuomintang Tang Shengming et travaille comme espionne du bureau d'investigation et de statistiques (en) durant la seconde guerre sino-japonaise.
Li Jinhui a une autre fille, Li Minghui (1909-2003), d'un précédent mariage. Elle est considérée comme la première chanteuse pop de Chine, chantant des chansons écrites par son père.
Li adopte également Qian Zhenzhen, la fille de Qian Zhuangfei, légendaire espion communiste. Elle change son nom en Li Lili et devient l'une des plus célèbres actrices chinoises des années 1930.

## Postérité
Bien qu'il fût une personnalité controversée à son époque, Li Jinhui a travaillé sur des centaines de chansons. Il a aussi découvert et fait émerger des artistes qui deviendront de grandes vedettes à Shanghai des années 1920 aux années 1940. Au cours de sa vie, les critiques n'ont cessé de décrire son travail comme de la « musique jaune » en raison des références sexuelles. Son travail était accusé d'être pornographique et n'était joué que par un nombre limité de groupes. Son mouvement musical donnera plus tard naissance aux phénomènes de la cantopop et de la mandopop, qui sont devenus les principaux genres musicaux de Hong Kong et Taïwan au XXe siècle.